# هکلا (داکوتای جنوبی)
هکلا(به انگلیسی: Hecla) شهری در ایالت داکوتای جنوبی کشور ایالات متحده آمریکا است که جمعیت آن در سرشماری سال ۲۰۱۰ میلادی، ۲۲۷ نفر بوده‌است.